# 창원 메트로시티 2단지
창원 메트로시티 2단지(영어: Changwon Metro City 2) 또는 메트로시티 데시앙 한림 풀에버(영어: MetroCity Dessian Hanlim FullEver)는 대한민국 경상남도 창원시 마산회원구 양덕동에 건설된 아파트이다. 207동이 가장 높으며 2015년에 준공되어 같은 해에 개장하였다.
2015년 완공 당시 창원시에서 가장 높은 건물이 되었다. 창원시에서 신기록을 세웠으며 경상남도에서 가장 높은 아파트라고 한다.

## 역사

### 계획

2010년 창원 메트로시티 1단지 주변에 들어설 창원 메트로시티 2단지.

메트로시티 데시앙 한림풀에버 1차 건립 후 한림풀에버 2차 또한 한일합섬 자리에 건립이 가능하다. 1단지의 잔여세대를 분양했던 2008년부터 2단지 건립에 대한 소식이 들려왔었다. 당시에는 현재 높이보다 더 높은 63층으로 기획되었고, 동 수도 5동까지만 건립 될 예정이였으나 주택경기가 악화됨에 따라 태영건설과 한림건설에서는 63층에 5개동 대형평수 위주, 초고층 주상복합 형식의 메트로시티 2단지 건립계획을 전면 백지화 시킨다.
그 이후 마산시에서 가장 높은 건물을 건설할 계획인 55층짜리 아파트를 지을 계획이다. 2010년 7월 1일 창원시, 마산시, 진해시가 통합하여 창원시로 출범하고, 5개 일반구(의창구·성산구·마산회원구·마산합포구·진해구)를 설치하여 창원시 마산회원구에 건립할 계획이었다.

### 건설
2011년 공사를 시작하였고 2012년에 애초 계획과는 사뭇 다르게 중소형 평형으로 이루어진 현재의 모습으로 분양에 돌입했다. 2012년 11월 기초공사가 진행되었고, 2013년 5월부터 아파트가 올라오기 시작했다. 2014년 6월 뒤쪽 건물들이 약 30층정도 올라간 상태이다. 207동은 저층부의 피트니스 센터 때문에 공사가 다소 늦어지고 있다. 2014년 11월 201동 ~ 206동은 건물 최상층의 조경 작업을 하고 있다. 2015년 5월 건물 공사가 끝나고 외벽 도색을 하고 있다. 2015년 7월 내부 공사가 진행 중이다. 이후 완공되었고 2015년 11월 창원 메트로시티 2단지가 개장되었다. 그해 11월에 입주를 시작하고 2015년 12월에는 랜드마크동인 207동 대형상가에 롯데마트 양덕점을 개점했다.

## 구성
다음은 창원 메트로시티 2단지의 구성이다.
| 건물  | 층수 | 높이   |
| ----- | ---- | ------ |
| 201동 | 49층 | 162.5m |
| 202동 | 48층 | 161m   |
| 203동 | 47층 | 160m   |
| 204동 | 49층 | 162.5m |
| 205동 | 44층 | 155m   |
| 206동 | 49층 | 162.5m |
| 207동 | 55층 | 195.7m |

## 특징

### 아파트
창원의 타워팰리스는 창원 메트로시티 2단지이며 초고층 주상복합 아파트다. 201동과 206동의 거리가 매우 가깝지만 207동의 주변에는 경남은행과 롯데마트가 존재한다. 후박나무 광장, 참나무 언덕, 솔향기 광장이 있고 은하수 숲 길과 3개의 플라자가 있다. 엘리베이터는 한국미쓰비시엘리베이터의 제품이 설치되어 있다.

### 뷰
- 하늘: 구름과 도시가 한폭의 아파트처럼 펼쳐지는 아름다운 풍경이며 동서남북으로 펼쳐지는 전망이 삶에 여유를 더한다.
- 자연: 팔용산을 배경으로 병풍처럼 그려지는 아름다운 사계이며 푸른 숲과 탁 트인 전망이 삶을 더 쾌적하게 꾸며드린다.
- 바다: 마산만의 아름다운 풍경이 손에 잡힐 듯 펼쳐지는 천혜의 전망이며 삶이 곧 특별한 휴식이 된다.

## 갤러리

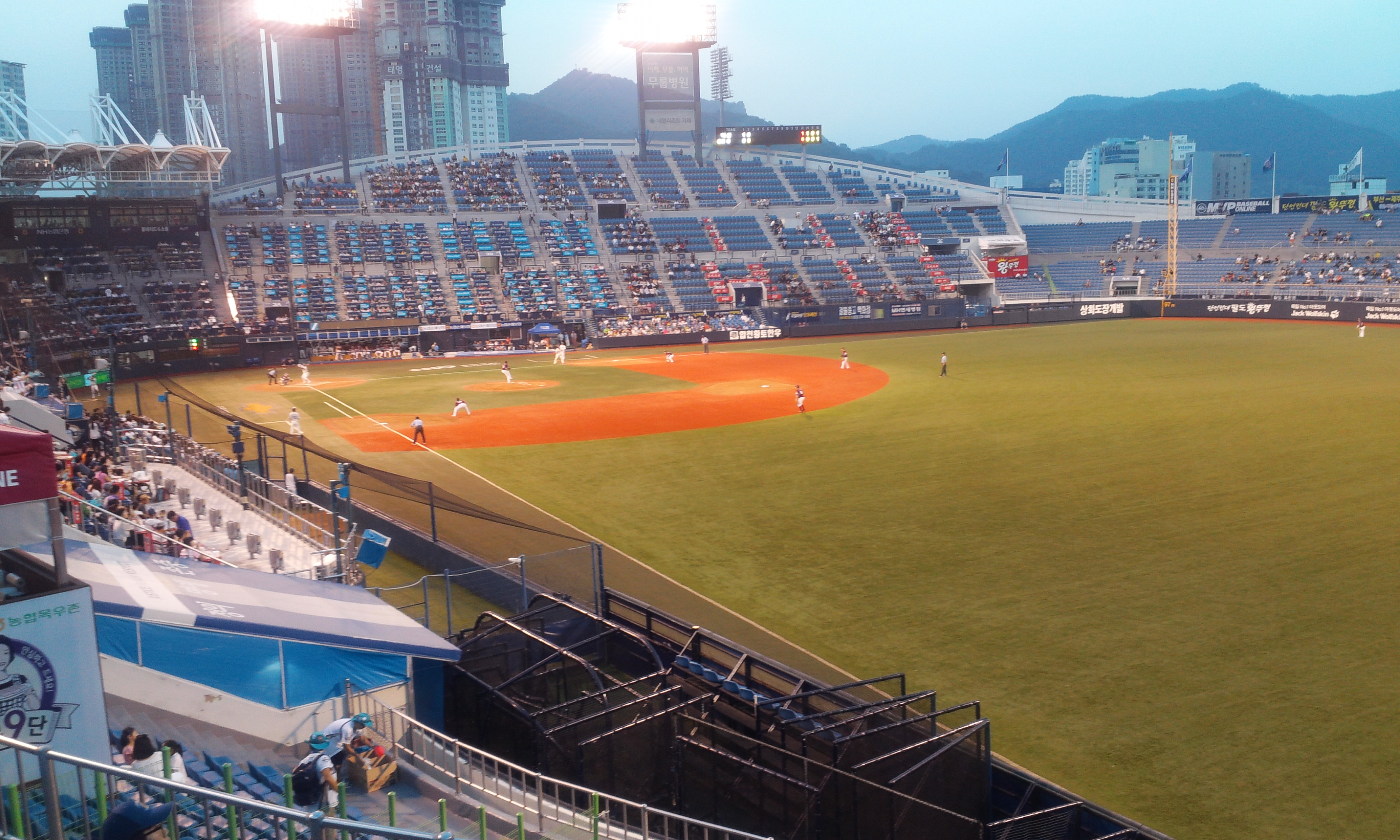

## 내부 시설
| 층수                | 용도       |
| ------------------- | ---------- |
| 28층 ~ 55층         | 아파트     |
| 27층                | -          |
| 2층 ~ 26층          | 아파트     |
| 1층                 | 상업시설   |
| 지하 3층 ~ 지하 1층 | 지하주차장 |

## 같이 보기
- 창원 메트로시티 1단지
- 창원NC파크
- 대한민국의 마천루 목록
- 경상남도의 마천루 목록
- 창원시의 마천루 목록